# Bedosia trailii
Bedosia trailii is een vlinder uit de familie van de Mimallonidae. De wetenschappelijke naam van de soort is voor het eerst geldig gepubliceerd in 1878 door Butler.